# Cercibis
Cercibis is een geslacht van vogels uit de familie van de ibissen en lepelaars (Threskiornithidae).

## Soorten
Het geslacht kent de volgende soort:
- Cercibis oxycerca – Stekelstaartibis